# Федько Володимир Іванович

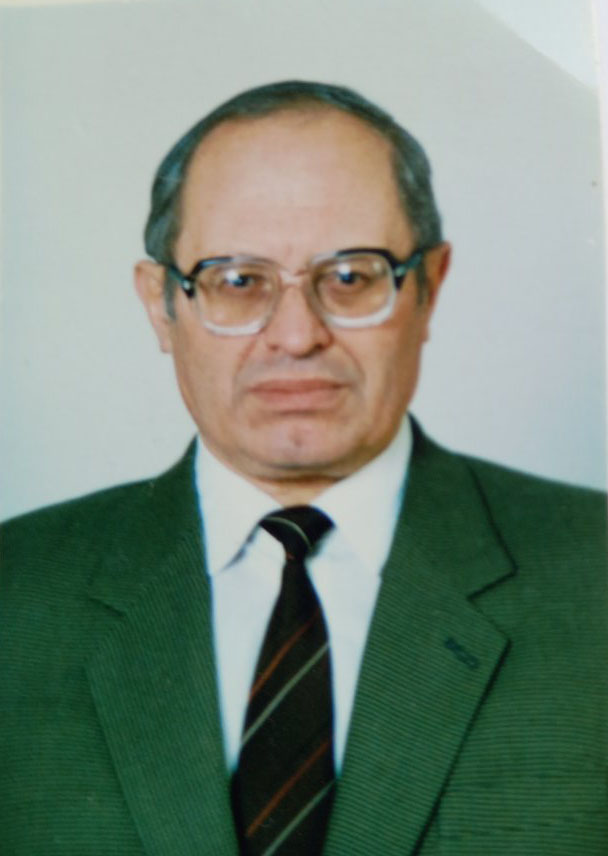
В.І. Федько

Федько Володимир Іванович (нар. 17 квітня 1941, село Хмелів Роменського району Сумської області — Заслужений економіст України, Державний радник податкової служби другого рангу.

## Біографія
Федько Володимир Іванович народився 17 квітня 1941 року в селі Хмелів Роменського району Сумської області. В 1959 році закінчив Хмелівську середню школу. В 1962 році закінчив навчання в Одеському фінансово-кредитному технікумі і продовжив навчання в Київському інституті народного господарства, який закінчив у 1967 році. В. І. Федько підвищував кваліфікацію в міжнародних навчальних центрах та вишах в Австрії (1993, 1996 рр.), США (1995 р.), Канаді (1996 р.)

## Професійна діяльність
Основні віхи професійної діяльності:
- 1959—1960 — колгоспник колгоспу «Світовий Жовтень» (село Хмелів);
- 1962—1966 — інспектор, економіст Роменського райфінвідділу, ревізор-інспектор, старший економіст Сумського (сільського) обласного фінансового відділу[2];
- 1966—1969 — заступник начальника планово-фінансового відділу Сумського обласного виробничо-технічного управління зв'язку;
- 1969—1981 — начальник відділу фінансового відділу Сумського міськвиконкому, завідувач фінансовим відділом Ковпаківського райвиконкому м. Суми;
- 1981—1997 — начальник відділу, заступник начальника Зведеного відділу, заступник начальника Головного бюджетного управління, начальник управління доходів Міністерства фінансів України;
- 1997—2002 — начальник управління, заступник начальника Головного управління Державної податкової адміністрації України;
- 2002—2010 — старший викладач, доцент кафедри фінансів Академії муніципального управління (Київ).

## Досягнення
- Федько В. І. — автор двадцяти п'яти наукових праць на економічну тематику і навчальних розробок.
- Співавтор одного підручника та двох науково-популярних видань, зокрема «Податкова служба, події і люди»[3]
- Працюючи в Міністерстві фінансів України та Державній податковій адміністрації України, Федько В. І. брав участь у створенні бюджетної і податкової системи незалежної України, розробці законів з оподаткування, очолював підрозділи по плануванню, прогнозуванню та проектуванню доходів Зведеного бюджету України.
- Державний радник податкової служби другого рангу/в порівнянні з військовими званнями генерал-лейтенант
- Заслужений економіст України
- Автор понад 60 віршованих присвят
- Має звання Міжнародний посол Миру